# Armindo Cardoso
Armindo Cardoso (Oporto, 1943) es un fotógrafo portugués. Se destacó en Chile por retratar las transformaciones sociales, económicas y políticas de comienzos de la década de 1970, legó un patrimonio fotográfico único sobre el gobierno de Salvador Allende.

## Biografía
Nació en Oporto en 1943. Opositor de la dictadura de António de Oliveira Salazar que afectó a Portugal desde 1932, se asiló en París desde 1965 donde se formó como fotógrafo y vivió el histórico mayo de 1968.
En 1969 llegó a Chile y trabajó como asistente del fotógrafo polaco Bob Borowicz en la Universidad de Concepción y colaboró en la revista Atenea y la editorial Quimantú. En 1972 integró el equipo fundador del semanario Chile Hoy dirigido por Marta Harnecker y colaboró con la Colección Cormorán de la Editorial Universitaria y en las revistas Educación y Paloma.
Debido a su trabajo y a su cercanía con el gobierno de la Unidad Popular, Armindo Cardoso retrató a los líderes políticos y los hitos más simbólicos que marcaron la Unidad Popular, como la visita de Fidel Castro a Chile, la expropiación de fábricas Sumar y Yarur, las celebraciones del 1 de mayo entre 1971 y 1973, la inauguración de la UNCTAD III, el desembarco en Talcahuano de la donación de azúcar realizada por Cuba y la visita de Salvador Allende a Lo Hermida, la Reforma Agraria y, la incorporación de militares al gabinete político, así como los ritos tradicionales de la democracia nacional como la parada militar o el Tedeum.
Como testigo de las transformaciones de la época capturó con su cámara la violencia callejera de la oposición, la celebración del gobierno en el Estadio Nacional y el impacto de la reforma agraria en los campesinos.
En términos culturales Armindo Cardoso colaboró en el documental La batalla de Chile y retrató el homenaje a Pablo Neruda por su Premio Nobel de Literatura, además de los principales protagonistas culturales de la época y el trabajo de la Brigada Ramona Parra
En su recorrido por todo el país fotografió los paisajes del sur, Chiloé, la vida cotidiana de comunidades mapuche y los barrios de Santiago como Providencia o la Quinta Normal.
Tras el golpe de Estado, Armindo Cardoso se asiló en la Embajada de Venezuela, hasta conseguir un salvoconducto con destino a Francia. Sin embargo, antes de viajar enterró toda su colección de negativos en una casa en Quinta Normal. Años después y gracias a la ayuda de un personero de la Embajada de Francia, el material fue rescatado y enviado al autor en Francia.
Entre el año 2013 y 2014, la Biblioteca Nacional de Chile adquirió el Fondo Armindo Cardoso compuesto por más de 4 mil negativos en blanco y negro.